# Swinging (musikalbum)
Swinging är ett studioalbum av RASA från 1982. Albumet innehåller tydliga influenser av jazz och reggae.

## Låtlista
1. Changing Times
2. I Had A Dream
3. What Would It Be
4. Without Anxiety
5. Wrong Time
6. Surprise
7. The Speculating Samba

## Medverkande
- Robert Campagnola (alias Vishnupada) - sång, piano, orgel, bas, synth
- Gabriele Binder - trummor
- Carana Padma - gitarr
- Yadunandana Das - gitarr, congas
- Madhava Puri - piano, synth, bas
- Tapana Misra - saxofon, congas
- Ram Sradha - sång